# Eduard Horst
Eduard Horst (* 20. November 1893 in Köln; † August 1966 in Bad Honnef) war ein deutscher Landschafts-, Porträt- und Glasmaler der Düsseldorfer Schule.

## Leben
Horst, Spross einer Kölner Industriellenfamilie, studierte Malerei an der Kunstakademie Düsseldorf. Lange Zeit lebte er in Köln, später in Bad Honnef, wo er ein großbürgerlich anmutendes Atelier unterhielt und ein vielschichtiges, großenteils undatiertes Werk hinterließ. Freundschaftliche Kontakte pflegten er und seine Ehefrau zu dem Maler Carlo Mense. Als Oberbürgermeister von Köln ließ sich Konrad Adenauer 1928 von Horst porträtieren. Horst, ein gläubiger Katholik,  fertigte eine Vielzahl von Kirchenfenstern im Rheinland, etwa für die Kirchen St. Maria Königin in Bergneustadt-Wiedenest, für St. Germanus in Wesseling, für St. Lambertus in Hückelhoven oder für St. Mariä Heimsuchung in Rhöndorf. Die Entstehung der Fenster von St. Mariä Heimsuchung steht in Bezug zum damaligen, in Rhöndorf wohnenden Bundeskanzler Adenauer, finden sich darauf doch Rosen und Indianer, die auf die Biografie Adenauers verweisen. Das dortige Fenster St. Konrad war ein Geschenk der deutschen Bischöfe an Adenauer zu dessen 80. Geburtstag.